# Como Desenhar um Círculo Perfeito
How to Draw a Perfect Circle (título alternativo português: Como Desenhar um Círculo Perfeito) é um filme português de género drama de 2009, realizado por Marco Martins a partir de um argumento de Martins e  Gonçalo M. Tavares. A longa-metragem é protagonizada por Rafael Morais, no papel de Guilherme, um adolescente obsessivo com dificuldade em gerir emocionalmente a separação dos pais e a rejeição dos seus avanços sexuais pela irmã gémea (interpretada por Joana de Verona).
A produção estreou a 25 de setembro de 2009 na secção Panorama do Cinema Mundial do Festival do Rio. Comercialmente, How to Draw a Perfect Circle foi lançado nos cinemas de Portugal a 6 de maio de 2010.

## Sinopse
Guilherme, de 16 anos, vive numa mansão em estado decadente no centro de Lisboa, com a sua irmã gémea, Sofia, e a sua mãe, Leonor. A rotina e constantes viagens de negócios de Leonor implicam que se ausente frequentemente, permitindo que a disfuncionalidade familiar se cimente. Assim, os gémeos foram crescendo habituados a contar apenas um com outro, assumindo as responsabilidades de cuidado da casa.
Ultimamente, os gémeos têm despertado mais para o amor e sexualidade. Em criança, Sofia havia prometido a sua virgindade a Guilherme. O adolescente entrega-se a pensamentos obsessivos que o levam a tentar cumprir essa promessa. Mas Sofia rejeita-o, quer emancipar-se, e nem os desenhos de círculo perfeito à mão levantada do irmão a fazem mudar de ideias. Sentindo-se isolado, tão apaixonado quanto magoado, Guilherme persegue Sofia até a descobrir a visitar um outro rapaz para sexo.
Guilherme procura refúgio na casa do seu pai, um escritor francês sem sucesso, tão absorto na sua arte que nunca se preocupou em aprender português. O homem revela-se mergulhado em álcool e numa crise existencial. Quando o adolescente assimila que a vida não é perfeita, decide regressar a casa da mãe. Ao reencontrar Sofia, a jovem permite que se cumpra a promessa.

## Elenco
- Rafael Morais, como Guilherme.
- Joana de Verona, como Sofia.
- Daniel Duval, como Paul.
- Beatriz Batarda, como Leonor.[8]
- Lourdes Norberto, como Clara.
- João Pedro Vaz, como Vizinho.
- Albano Jerónimo, como Jorge.

## Equipa técnica
- Realização: Marco Martins;
- Argumento: Gonçalo M. Tavares e Marco Martins;[9]
- Direção de fotografia: Carlos Lopes;
- Direção de arte: Artur Pinheiro;[10]
- Figurinos: Sílvia Grabowski;
- Música original: Bernardo Sassetti;
- Montagem: João Braz e Richard Marizy;
- Som: Pedro Melo;
- Montagem e mistura de som: Elsa Ferreira e Branko Neskov;[11]
- Produtores: António da Cunha Telles e Pandora da Cunha Telles.

## Produção
How to Draw a Perfect Circle é uma produção das empresas Ukbar Filmes e Filmes de Fundo. Contou com a participação financeira do Instituto do Cinema e Audiovisual, RTP, bom como do Fundo de Investimento para o Cinema e o Audiovisual, o que representou um orçamento de cerca de 1,3 milhões de euros.

### Desenvolvimento

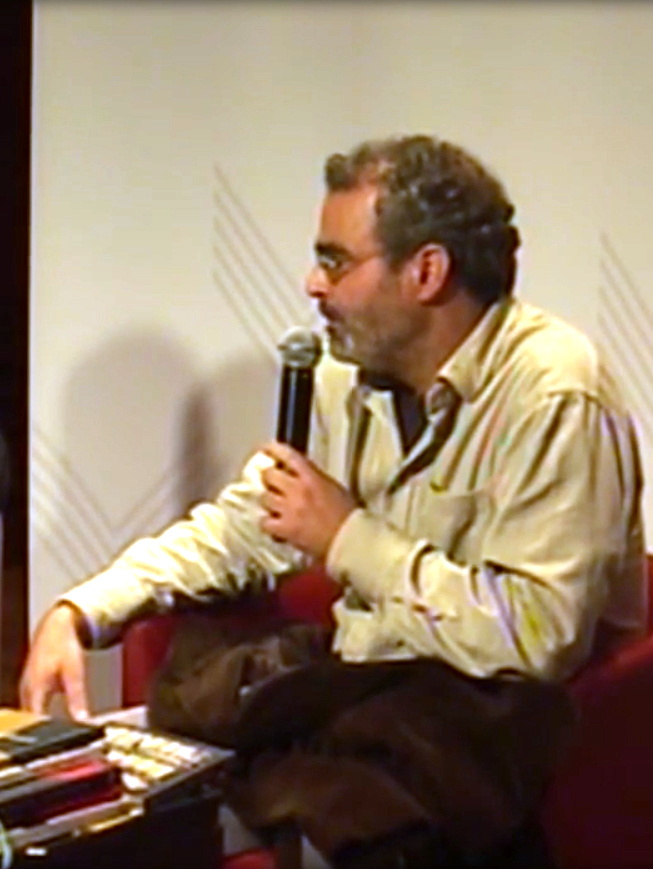
Gonçalo M. Tavares colaborou no desenvolvimento de personagens e diálogos do guião.

Após o mediatismo de Alice, Marco Martins quis criar um filme que não fosse comparável, com uma temática e estética distintas. O cineasta trabalhou sozinho nas primeiras versões do argumento até ter convidado o escritor Gonçalo M. Tavares para colaborar consigo no mesmo: "Havia um lado pesado e quase sujo na minha história que era diferente do universo do Alice e que acho que se conectava muito com ele. Ele é meu vizinho, costumamos tomar café juntos, foi muito fácil". Durante o processo de escrita do filme, o cineasta viu um vídeo de um professor de geometria descritiva em Ottawa (Canadá), que desenhava um círculo perfeito à mão levantada. Intrigado pela imagem e desejando integrá-la na obra, Martins decidiu deslocar-se ao país para o conhecer. Apesar de considerar que cenas de sexo em cinema são geralmente evitáveis, Marco Martins decidiu incluir uma no momento climático do argumento de How to Draw a Perfect Circle, defendendo que a mesma motiva uma modificação psicológica profunda nos protagonistas.

### Casting
A seleção dos atores foi um processo longo até o final de 2007, nomeadamente para o papel de Guilherme, que envolveu o casting de 400 candidatos. Segundo o realizador, a escolha de Rafael Morais motivou alguns ajustes do guião: "No início o Guilherme era uma personagem mais andrógena, com uma sexualidade mais dúbia, depois achei que era mais interessante ter um jovem homem e construir uma história com uma tensão sexual mais forte, mais explícita".
Marco Martins escreveu o papel de Paul inspirando-se no que conhecia acerca da história de vida do ator francês Daniel Duval e decidiu enviar-lhe o argumento. Duval recebeu o guião de How to Draw a Perfect Circle em Paris e interessou-se logo pelo projeto, em parte, por conseguir rever-se no mesmo: "Normalmente demoro dias, ou semanas, a ler um guião, e neste caso li de uma vez só. Achei soberbo. Recebo muitos guiões, mas é raro encontrar um assim".

### Rodagem
As gravações decorreram ao longo de 11 semanas, no primeiro trimestre de 2008, em cenários como Prior Velho, Baixa, Chiado e Sintra, para além da mansão da família de Guilherme e Sofia na zona de Benfica. Rafael Morais e Joana Verona, ambos com 20 anos no período de rodagem, não se conheciam, mas segundo Morais, "passámos muito tempo juntos, a falar e ensaiar e a química entre nós criou-se facilmente".

## Temas e estética
Notam-se alguns apontamentos estilísticos que sugerem uma continuidade artística deste filme com a primeira longa-metragem de Martins: de novo o cineasta explora um protagonista obsessivo numa Lisboa invernal e sombria. Mas se Alice era um filme sobre Lisboa, How to Draw a Perfect Cicle encerra-se, tal como o protagonista, em espaços fechados, cuja predominância torna a obra mais claustrofóbica. Comparando as obras, Marco Martins afirmou: "O Alice tem um lado mais ingénuo de primeiro filme e este é mais maduro, mais estável que coloca muitas questões sobre a família, a sexualidade na adolescência."

## Distribuição
Esta segunda longa-metragem de Marco Martins foi selecionada para edição de 2009 do Festival do Rio, onde estreou a a 25 de setembro na secção Panorama do Cinema Mundial. Em Portugal, distribuída pela Zon Lusomundo, a obra estreou comercialmente a 6 de maio de 2010. Neste ano, How to Draw a Perfect Circle foi também selecionado para 7º IndieLisboa (Portugal, onde foi exibido a 30 de abril) e o European Union Film Festival (Canadá, 9 de dezembro).

## Receção

### Audiência
Em Portugal, How to Draw a Perfect Circle totalizou 2.238 espectadores nas salas de cinemas, no seu ano de estreia.

### Crítica
A crítica especializada, de maneira geral, comentou How to Draw a Perfect Circle em comparação direta com Alice, considerando-a uma obra longe da qualidade da de 2005. Jorge Mourinha, na Ípsilon, encontra alguma determinação narrativa em How to Draw a Perfect Circle, mas denota que é menos coesa e menos intensa visualmente que Alice. João Miranda (C7nema), numa crítica ao filme, defende que o mesmo sofre pelo modo como se rende a clichés repetidos no cinema nacional: "temos os edifícios delapidados, a família disfuncional, o Cais do Sodré, o sexo despropositado, incesto e outros afins".
Rui Madureira (Portal Cinema) elogia o trabalho de direção de atores de Marco Martins e a consequente performance de Rafael Morais e Joana de Verona ("os jovens actores oferecem-nos a interpretação de uma vida e de uma carreira artística"), mas repara que o filme peca pelo ritmo demasiado lento. Fabricio Duque (Vertentes do Cinema) concorda que o maior problema da obra reside na lentidão da trama. Zita Ferreira Braga, no jornal online O Turismo, defende uma opinião mais positiva, destacando "a fotografia onde a palavra de ordem é a decadência, e a banda sonora que mantém o clima alternativo à decadência patente nas imagens".

### Premiações
| Ano  | Premiação                                         | Categoria                          | Trabalho                                                                        | Resultado | Ref.   |
| ---- | ------------------------------------------------- | ---------------------------------- | ------------------------------------------------------------------------------- | --------- | ------ |
| 2010 | Estoril Film Festival                             | Prémio L’Oréal Paris Jovem Talento | Rafael Morais                                                                   | Venceu    | [ 26 ] |
| 2010 | Coimbra Caminhos do Cinema Português              | Melhor filme                       | How to Draw a Perfect Circle, António da Cunha Telles e Pandora da Cunha Telles | Indicado  | [ 27 ] |
| 2010 | Coimbra Caminhos do Cinema Português              | Melhor atriz secundária            | Beatriz Batarda                                                                 | Venceu    | [ 27 ] |
| 2010 | Coimbra Caminhos do Cinema Português              | Melhor banda sonora original       | Bernardo Sassetti                                                               | Venceu    | [ 27 ] |
| 2010 | Coimbra Caminhos do Cinema Português              | Melhor direção de arte             | Artur Pinheiro                                                                  | Venceu    | [ 27 ] |
| 2011 | CINEPORT: Festival de Cinema de Língua Portuguesa | Melhor atriz                       | Joana de Verona                                                                 | Indicado  | [ 28 ] |
| 2011 | CINEPORT: Festival de Cinema de Língua Portuguesa | Melhor música                      | Bernardo Sassetti                                                               | Venceu    | [ 28 ] |
| 2011 | Globos de Ouro, Portugal                          | Melhor filme                       | How to Draw a Perfect Circle, António da Cunha Telles e Pandora da Cunha Telles | Indicado  | [ 29 ] |
| 2011 | Globos de Ouro, Portugal                          | Melhor ator                        | Rafael Morais                                                                   | Indicado  | [ 29 ] |
| 2011 | Globos de Ouro, Portugal                          | Melhor atriz                       | Joana de Verona                                                                 | Indicado  | [ 29 ] |
| 2011 | Globos de Ouro, Portugal                          | Melhor atriz                       | Beatriz Batarda                                                                 | Indicado  | [ 29 ] |